# Tournoi de Wimbledon 1886
Résultats du Tournoi de Wimbledon 1886.

## Simple messieurs

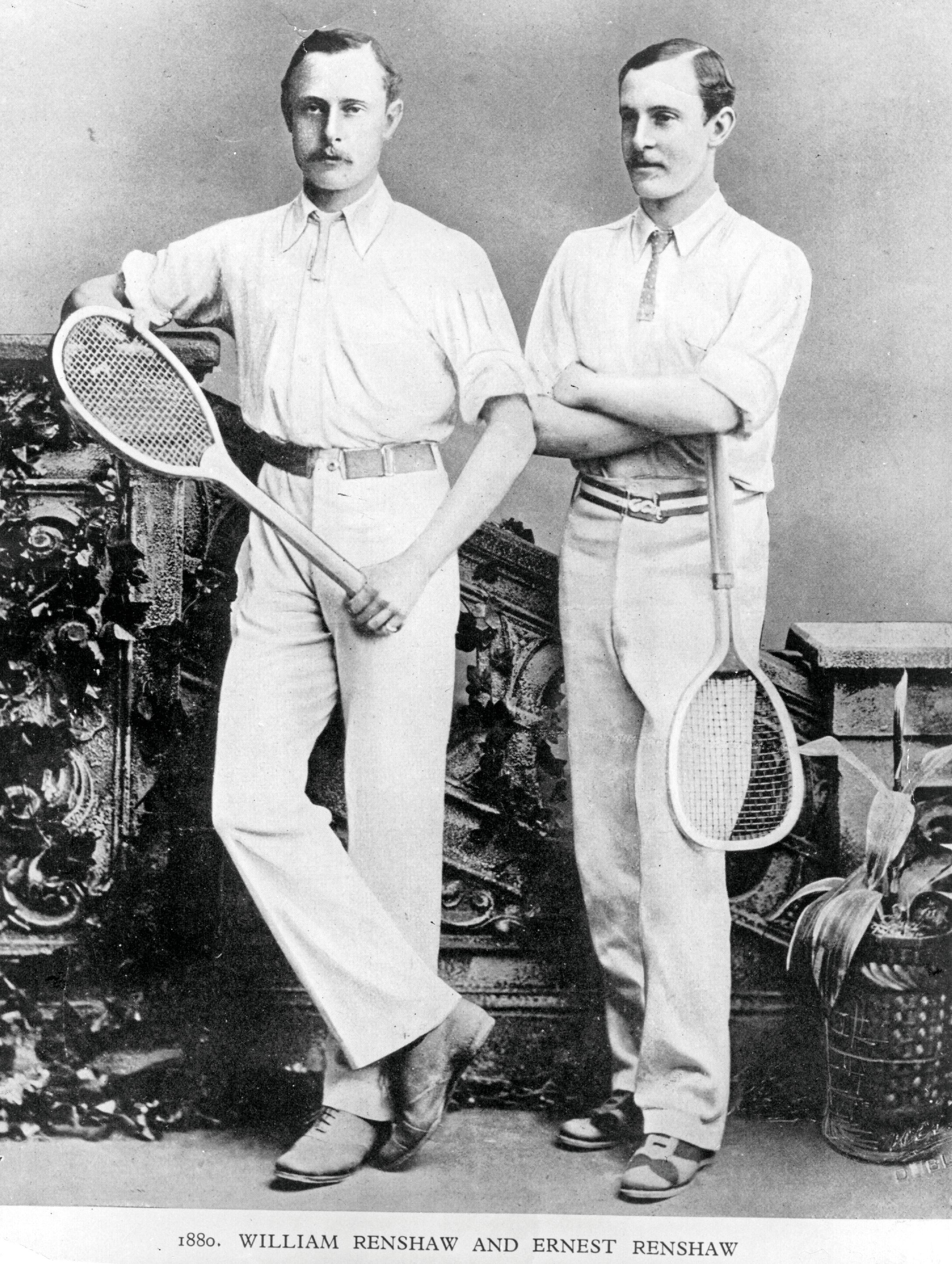
William and Ernest Renshaw

Finale : William Renshaw  Royaume-Uni bat Herbert Lawford  Royaume-Uni 6-0, 5-7, 6-3, 6-4

## Simple dames

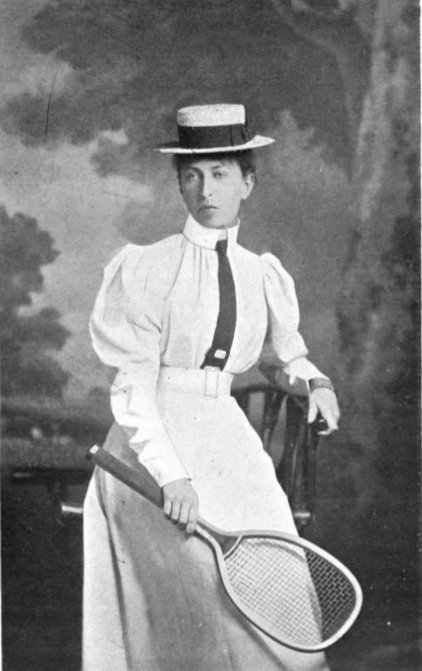
Blanche Bingley

Finale : Blanche Bingley  Royaume-Uni bat Maud Watson  Royaume-Uni 6-3, 6-3